# Chauliognathus

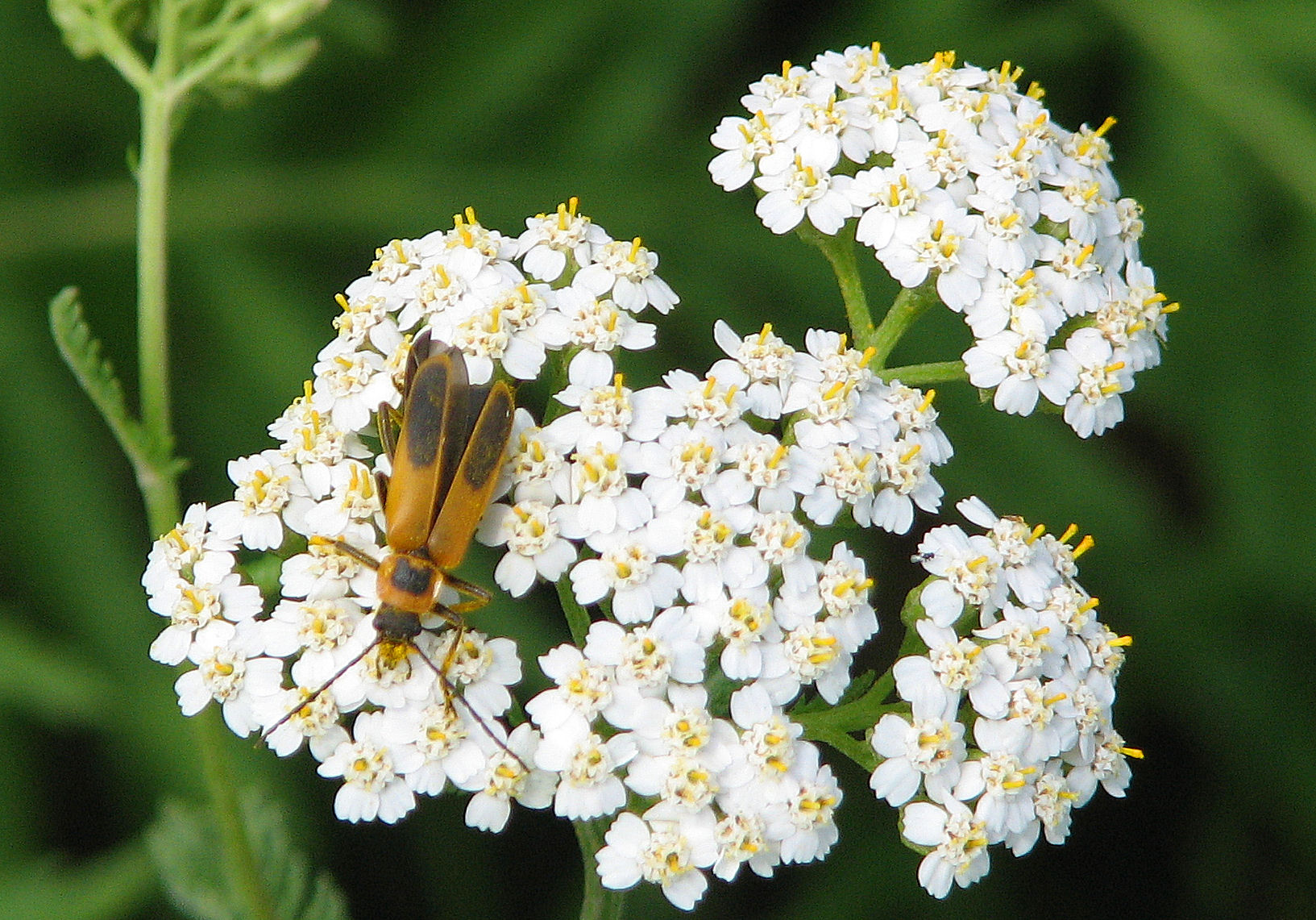
Goldenrod soldier beetle (C. pennsylvanicus)

Chauliognathus là một chi bọ cánh cứng thuộc họ Cantharidae.

## Các loài
Chi này gồm các loài:
- Chauliognathus arizonensis Fender, 1964
- Chauliognathus basalis LeConte, 1859
- Chauliognathus deceptus Fender, 1964
- Chauliognathus discus LeConte, 1853
- Chauliognathus expansus
- Chauliognathus fallax
- Chauliognathus fasciatus LeConte, 1881
- Chauliognathus flavipes
- Chauliognathus ineptus Horn, 1885
- Chauliognathus lecontei Champion, 1914
- Chauliognathus lewisi Crotch, 1874
- Chauliognathus limbicollis LeConte, 1858
- Chauliognathus lineatus
- Chauliognathus lugubris
- Chauliognathus marginatus (Fabricius, 1775)
- Chauliognathus misellus Horn, 1885
- Chauliognathus morios
- Chauliognathus obscurus Schaeffer, 1909
- Chauliognathus octamaculatus
- Chauliognathus omissus Fall, 1930
- Chauliognathus opacus LeConte 1866
- Chauliognathus pensylvanicus (De Geer, 1774) – goldenrod soldier beetle hoặc Pennsylvania leatherwing
- Chauliognathus profundus LeConte, 1858
- Chauliognathus opacus LeConte, 1866
- Chauliognathus riograndensis
- Chauliognathus scutellaris LeConte, 1858
- Chauliognathus tetrapunctatus
- Chauliognathus transversus Fender, 1964
- Chauliognathus werneri Fender, 1964

## Hình ảnh

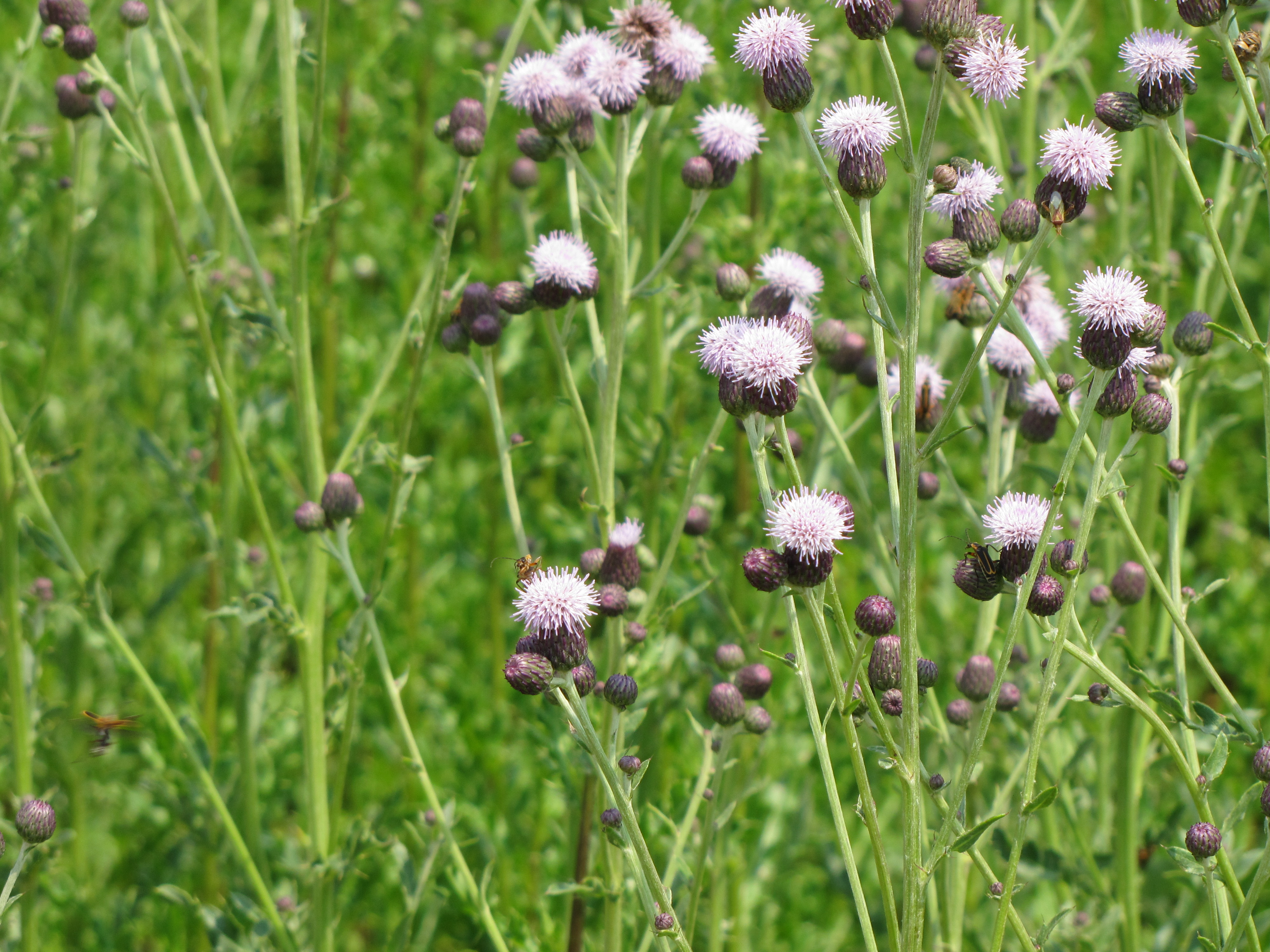
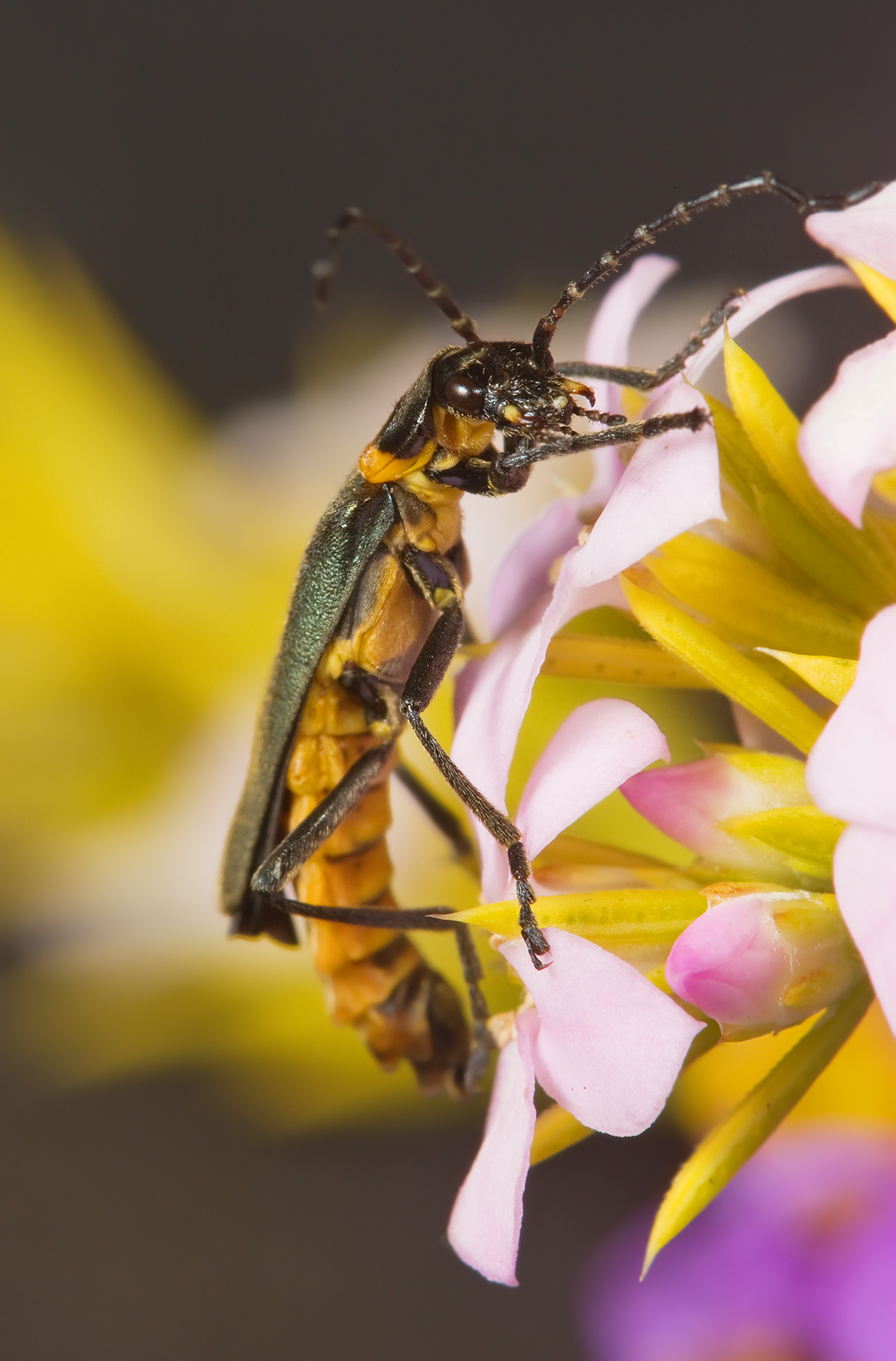
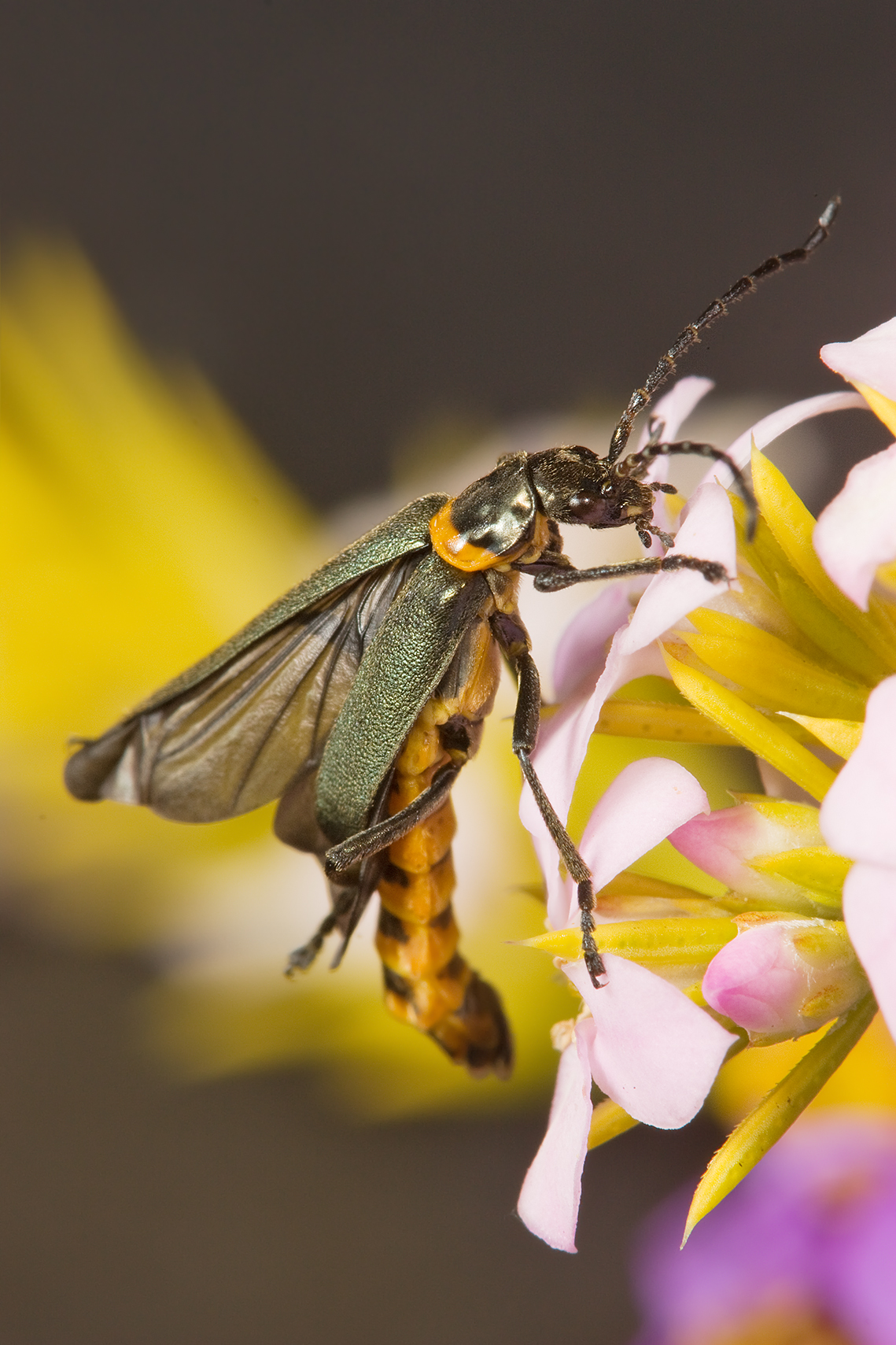
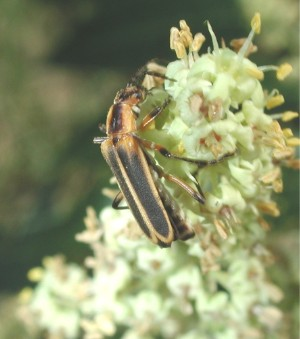